# Before the Storm (Samson)
Before the Storm è il quarto album in studio della NWOBHM band inglese Samson, uscito nel 1982 per la casa discografica Polydor. La formazione del gruppo vede due importanti cambiamenti: il cantante Nicky Moore sostituisce Bruce Dickinson, entrato negli Iron Maiden, mentre il batterista Pete Jupp sostituisce Mel Gaynor, entrato nei Simple Minds.

## Tracce
1. Dangerzone – 5:24
2. Stealing Away – 4:22
3. Red Skies – 3:46
4. I'll Be 'Round – 3:14
5. Test of Time – 4:09
6. Life on the Run – 4:01
7. Turn Out the Lights – 4:02
8. Losing My Grip – 3:29
9. Young Idea – 7:24

## Formazione
- Nicky Moore voce
- Paul Samson - chitarra
- Chris Aylmer - basso
- Pete Jupp - batteria